# James Bay-projektet
James Bay-projektet (franska projét de la Baie-James) är det storskaliga vattenkraftssystem i nordvästra delarna av den kanadensiska provinsen Québec som reglerar La Grande-floden och flera omkringliggande vattendrag och sjöar. Projektet upptar ett område öster om Jamesbukten, norr om Laurentiska bergen, söder om Nunavik och väster om Labrador. James Bay-projektet är ett av de största vattenkraftsprojekten i världen och har kostat mer än 20 miljarder dollar att uppföra, täcker en större yta än delstaten New York och genererar mer elektricitet än Niagarafallen.
Kostnaderna för att genomföra projektet har varit astronomiska samtidigt som dess fördelar fortfarande är omdiskuterade. Projektet har varit av stor betydelse för Québecs ekonomi under 1990-talet.

## Historik

### Förhistorien
Så tidigt som 1950 började provinsregeringen i Québec utforska möjligheten att utvinna energi ur de stora floderna som genomkorsade provinsen glest befolkade norra delar. Fram till slutet av 1960-talet var dock intresset för att exploatera området begränsat; inte bara för att de enorma kostnaderna avskräckte, utan även därför att den politiska situationen fördröjde alla initiativ. Först då teknokraten Robert Bourassa blev premiärminister påbörjades James Bay-projektet. Bourassa var partiledare för Québecs liberala parti, Parti libéral du Québec, och eftersträvade en modernisering av provinsen. Den enorma energipotentialen som slumrade i norr var i hans ögon en billig och obegränsad naturresurs som skulle göra provinsen attraktiv för företag och bidra till den sociala välfärd han ville förverkliga.
Den 30 april 1971 offentliggjorde Bourassa regeringens planer. Flera floder i norr som rann ut i Jamesbuktens östra sida skulle avledas för att fördubbla energikapaciteten. Projektet skulle övervakas av det nyligen grundade regeringsorganet La Société d'énergie de la Baie-James. Anbudet gick till Bechtel som senare skulle ansvara för det så kallade Big Dig-projektet i Boston. James Bay-projektet betraktades som det första vattenkraftsprojektet i en lång rad som planerades för provinsens norra regioner.

### Fas 1
Utan att invänta de erforderliga miljöutredningarna började man inom några månader dra nya vägar genom det dittills väglösa landskapet för att kunna transportera material och personal till byggplatsen. Snart kom protesterna. Ursprungsbefolkningen som bodde vid floden började organisera sitt motstånd i samarbete med miljöorganisationer. Creeindianerna menade att regeringen bröt mot flera avtal och höll på att hänsynslöst ödelägga och expropriera deras marker. 1975 ingick Hydro-Québec, för regeringens räkning, ett avtal med creeindianerna, Convention de la Baie-James et du Nord québécois, som innebar att man accepterade att betala flera miljoner i kompensation för den mark man behövde för att genomföra projektet.
Projektet utvecklades obehindrat fram till 1985, då "Complexe La Grande" nästan stod klart. Det genererade nu över 10 000 MW, vid den tiden tillräckligt för att tillgodose New Yorks elbehov. Mer än 155 000 000 m³ jord, 138 000 ton stål, 550 000 ton cement och nästan 70 000 ton sprängämnen behövdes till projektet. 18 000 människor var som mest anställda vid projektet. Av de 215 fördämningarna och dammarna var många höga som skyskrapor, upp till 56 våningar höga. Den terrasserade avledningstunneln vid Robert Bourassa-kraftstationen sprängdes 30 meter in i berget. Fallhöjden från reservoaren till floden nedanför är högre än Niagarafallen. 4 800 km kraftledningar drogs för att kunna föra elektriciteten till marknaden i söder. 

### Fas 2
Sedan James Bay 1 var färdigställt, kungjorde Hydro-Québec avsikten att inleda fas 2 som skulle fördubbla kapaciteten. Motståndet från creeindianerna var dock denna gång ännu större än tidigare. De permanenta transportleder som följde med projektet hade orsakat en svår kulturkrock. Deras protester fick inget genomslag förrän 1992 då projektets andra fas i princip stod färdigt och kraftstationen La Grande 2A redan levererade elektricitet. Då backade New York från ett energiköp i mångmiljonklassen. Hydro-Québec skrinlade alla byggplaner tills vidare och var plötsligt öppna för förhandlingar.
Under 1990-talet drogs utbyggnadstakten ned även om kapaciteten ökades till 16 000 MW. 1997 började provinsregeringen marknadsföra sin elektricitet över hela den nordamerikanska elmarknaden och pressade på för att förmå Hydro-Québec att öka sin kapacitet. 2002 tecknade man ett avtal med creenationen som gjorde slut på alla rättstvister. Genom avtalet fick energibolaget blankofullmakt för framtida exploatering mot att creeindianerna erhöll en årlig ersättning.

## Miljöaspekter
James Bay-projektet innebar att ett område stort som delstaten New York förändrades i grunden. Vissa floder gick helt förlorade medan andra fick sitt flöde reducerat med 90 %. Flera miljoner kvadratkilometer skog ödelades och totalt 286 000 000 m³ jord och sten har grävts upp. En vattenvolym motsvarande Ontariosjön fyller nu ett stort område i norra Québec och föroreningar har spridit kvicksilver i vattensystemet. Då vattennivån höjdes påverkades renarnas historiska vandringsleder och sedan de försökte simma över vattnet dog 1984 10 000 av en population på 800 000.
Även om dessa siffror kan tyckas katastrofala är man inte överens inom miljörörelsen hur miljöpåverkan ska utvärderas. Även om projektet totalt förstört ett ekosystem producerar det flera tusen megawatt elektricitet helt utan föroreningar. Nyligen inleddes en liknande debatt då man började bygga Tre raviners damm i Kina där flera av entreprenörerna i James Bay-projektet också är inblandade.